# Europarlamentari dell'Italia della VI legislatura
Gli europarlamentari dell'Italia della VI legislatura, eletti in occasione delle elezioni europee del 2004, sono stati i seguenti.

## Riepilogo
| Lista | Lista                                       | Nord-ovest                                                                                        | Nord-est | Centro | Sud                                                              | Isole    |
| --- | ------------------------------------------- | ------------------------------------------------------------------------------------------------- | --- | --- | ---------------------------------------------------------------- | -------- |
| | Uniti nell'Ulivo (seggi: 24)                | Seggi: 6                                                                                          | Seggi: 5 | Seggi: 6 | Seggi: 5                                                         | Seggi: 2 |
| - Pier Luigi Bersani - Michele Santoro # - Marta Vincenzi - Patrizia Toia - Mercedes Bresso - Antonio Panzeri - Pia Elda Locatelli | Uniti nell'Ulivo (seggi: 24)                | - Lilli Gruber # - Enrico Letta - Giovanni Berlinguer - Vittorio Prodi - Mauro Zani - Paolo Costa | - Lilli Gruber - Nicola Zingaretti - Pasqualina Napoletano - Luciana Sbarbati - Lapo Pistelli - Guido Sacconi | - Massimo D'Alema - Michele Santoro - Alfonso Andria - Ottaviano Del Turco - Gianni Pittella                                 | - Claudio Fava - Luigi Cocilovo                                  |          |
| | Forza Italia (seggi: 16)                    | Seggi: 5                                                                                          | Seggi: 3 | Seggi: 3 | Seggi: 3                                                         | Seggi: 2 |
| - Silvio Berlusconi § - Gabriele Albertini - Mario Mauro - Guido Podestà - Mario Mantovani - Jas Gawronski                         | Forza Italia (seggi: 16)                    | - Silvio Berlusconi § - Renato Brunetta - Giorgio Carollo - Amalia Sartori                        | - Silvio Berlusconi § - Antonio Tajani - Alfredo Antoniozzi - Stefano Zappalà                                 | - Silvio Berlusconi § - Riccardo Ventre - Giuseppe Gargani - Marcello Vernola                                                | - Silvio Berlusconi § - Giuseppe Castiglione - Francesco Musotto |          |
| | Alleanza Nazionale (seggi: 9)               | Seggi: 2                                                                                          | Seggi: 1 | Seggi: 2 | Seggi: 3                                                         | Seggi: 1 |
| - Gianfranco Fini § - Romano Maria La Russa - Cristiana Muscardini                                                                 | Alleanza Nazionale (seggi: 9)               | - Gianfranco Fini § - Sergio Berlato                                                              | - Gianfranco Fini § - Roberta Angelilli - Altero Matteoli § - Alessandro Foglietta                            | - Gianfranco Fini § - Gianni Alemanno § - Maurizio Gasparri § - Adriana Poli Bortone - Salvatore Tatarella - Umberto Pirilli | - Gianfranco Fini § - Sebastiano Musumeci                        |          |
| | Rifondazione Comunista (seggi: 5)           | Seggi: 1                                                                                          | Seggi: 1 | Seggi: 1 | Seggi: 1                                                         | Seggi: 1 |
| - Fausto Bertinotti # - Vittorio Agnoletto                                                                                         | Rifondazione Comunista (seggi: 5)           | - Fausto Bertinotti # - Roberto Musacchio                                                         | - Fausto Bertinotti # - Luisa Morgantini                                                                      | - Fausto Bertinotti | - Fausto Bertinotti # - Luisa Morgantini # - Giusto Catania      |          |
| | Unione dei Democratici Cristiani (seggi: 5) | Seggi: 1                                                                                          | Seggi: 1 | Seggi: 1 | Seggi: 1                                                         | Seggi: 1 |
| - Marco Follini § - Vito Bonsignore                                                                                                | Unione dei Democratici Cristiani (seggi: 5) | - Antonio De Poli                                                                                 | - Armando Dionisi                                                                                             | - Lorenzo Cesa | - Salvatore Cuffaro § - Raffaele Lombardo                        |          |
| | Lega Nord (seggi: 4)                        | Seggi: 3                                                                                          | Seggi: 1 | Seggi: - | Seggi: -                                                         | Seggi: - |
| - Umberto Bossi # - Mario Borghezio - Francesco Speroni - Matteo Salvini                                                           | Lega Nord (seggi: 4)                        | - Umberto Bossi                                                                                   | - | - | -                                                                |          |
| | Federazione dei Verdi (seggi: 2)            | Seggi: 1                                                                                          | Seggi: 1 | Seggi: - | Seggi: -                                                         | Seggi: - |
| - Alfonso Pecoraro Scanio § - Monica Frassoni                                                                                      | Federazione dei Verdi (seggi: 2)            | - Sepp Kusstatscher                                                                               | - | - | -                                                                |          |
| | Comunisti Italiani (seggi: 2)               | Seggi: 1                                                                                          | Seggi: - | Seggi: 1 | Seggi: -                                                         | Seggi: - |
| - Marco Rizzo | Comunisti Italiani (seggi: 2)               | -                                                                                                 | - Oliviero Diliberto § - Umberto Guidoni                                                                      | - | -                                                                |          |
| | LIsta Emma Bonino (seggi: 2)                | Seggi: 1                                                                                          | Seggi: 1 | Seggi: - | Seggi: -                                                         | Seggi: - |
| - Emma Bonino # - Marco Pannella                                                                                                   | LIsta Emma Bonino (seggi: 2)                | - Emma Bonino                                                                                     | - | - | -                                                                |          |
| | Lista Di Pietro - Occhetto (seggi: 2)       | Seggi: 1                                                                                          | Seggi: - | Seggi: - | Seggi: 1                                                         | Seggi: - |
| - Antonio Di Pietro # - Achille Occhetto § - Giulietto Chiesa                                                                      | Lista Di Pietro - Occhetto (seggi: 2)       | -                                                                                                 | - | - Antonio Di Pietro | -                                                                |          |
| | Socialisti Uniti per l'Europa (seggi: 2)    | Seggi: -                                                                                          | Seggi: - | Seggi: 1 | Seggi: 1                                                         | Seggi: - |
| - | Socialisti Uniti per l'Europa (seggi: 2)    | -                                                                                                 | - Alessandro Battilocchio                                                                                     | - Gianni De Michelis | -                                                                |          |
| | Udeur (seggi: 1)                            | Seggi: -                                                                                          | Seggi: - | Seggi: - | Seggi: 1                                                         | Seggi: - |
| - | Udeur (seggi: 1)                            | -                                                                                                 | - | - Clemente Mastella § - Paolo Cirino Pomicino                                                                                | -                                                                |          |
| | Alternativa Sociale (seggi: 1)              | Seggi: -                                                                                          | Seggi: - | Seggi: 1 | Seggi: -                                                         | Seggi: - |
| - | Alternativa Sociale (seggi: 1)              | -                                                                                                 | - Alessandra Mussolini                                                                                        | - | -                                                                |          |
| | Partito Pensionati (seggi: 1)               | Seggi: 1                                                                                          | Seggi: - | Seggi: - | Seggi:                                                           | Seggi:   |
| - Carlo Fatuzzo | Partito Pensionati (seggi: 1)               | -                                                                                                 | - | - | -                                                                |          |
| | Fiamma Tricolore (seggi: 1)                 | Seggi: -                                                                                          | Seggi: - | Seggi: - | Seggi: 1                                                         | Seggi: - |
| - | Fiamma Tricolore (seggi: 1)                 | -                                                                                                 | - | - Luca Romagnoli | -                                                                |          |
| | Südtiroler Volkspartei (seggi: 1)           | Seggi: -                                                                                          | Seggi: 1 | Seggi: - | Seggi: -                                                         | Seggi: - |
| - | Südtiroler Volkspartei (seggi: 1)           | - Michl Ebner                                                                                     | - | - | -                                                                |          |
| Totale seggi: 78 | Totale seggi: 78                            | 23                                                                                                | 15 | 16 | 17                                                               | 7        |

- Nota: § rinuncia al seggio; # opta per altra circoscrizione.

## Composizione storica
| Europarlamentare         | Lista                                              | Gruppo | Gruppo                                                           |
| ------------------------ | -------------------------------------------------- | ------ | ---------------------------------------------------------------- |
| Vittorio Agnoletto       | Rifondazione Comunista                             |        | Sinistra Unitaria Europea/Sinistra Verde Nordica                 |
| Gabriele Albertini       | Forza Italia                                       |        | Gruppo del Partito Popolare Europeo - Democratici Europei        |
| Alfonso Andria           | Uniti nell'Ulivo (La Margherita)                   |        | Gruppo dell'Alleanza dei Democratici e dei Liberali per l'Europa |
| Roberta Angelilli        | Alleanza Nazionale                                 |        | Unione per l'Europa delle Nazioni                                |
| Alfredo Antoniozzi       | Forza Italia                                       |        | Gruppo del Partito Popolare Europeo - Democratici Europei        |
| Alessandro Battilocchio  | Socialisti Uniti per l'Europa                      |        | Non iscritti                                                     |
| Sergio Berlato           | Alleanza Nazionale                                 |        | Unione per l'Europa delle Nazioni                                |
| Giovanni Berlinguer      | Uniti nell'Ulivo (Democratici di Sinistra)         |        | Gruppo del Partito del Socialismo Europeo                        |
| Pier Luigi Bersani       | Uniti nell'Ulivo (Democratici di Sinistra)         |        | Gruppo del Partito del Socialismo Europeo                        |
| Fausto Bertinotti        | Rifondazione Comunista                             |        | Sinistra Unitaria Europea/Sinistra Verde Nordica                 |
| Emma Bonino              | Lista Emma Bonino                                  |        | Gruppo dell'Alleanza dei Democratici e dei Liberali per l'Europa |
| Vito Bonsignore          | Unione dei Democratici Cristiani e di Centro       |        | Gruppo del Partito Popolare Europeo - Democratici Europei        |
| Mario Borghezio          | Lega Nord                                          |        | Indipendenza e Democrazia                                        |
| Umberto Bossi            | Lega Nord                                          |        | Indipendenza e Democrazia                                        |
| Mercedes Bresso          | Uniti nell'Ulivo (Democratici di Sinistra)         |        | Gruppo del Partito del Socialismo Europeo                        |
| Renato Brunetta          | Forza Italia                                       |        | Gruppo del Partito Popolare Europeo - Democratici Europei        |
| Giorgio Carollo          | Forza Italia                                       |        | Gruppo del Partito Popolare Europeo - Democratici Europei        |
| Giuseppe Castiglione     | Forza Italia                                       |        | Gruppo del Partito Popolare Europeo - Democratici Europei        |
| Giusto Catania           | Rifondazione Comunista                             |        | Sinistra Unitaria Europea/Sinistra Verde Nordica                 |
| Lorenzo Cesa             | Unione dei Democratici Cristiani e di Centro       |        | Gruppo del Partito Popolare Europeo - Democratici Europei        |
| Giulietto Chiesa         | Lista Di Pietro - Occhetto                         |        | Gruppo dell'Alleanza dei Democratici e dei Liberali per l'Europa |
| Paolo Cirino Pomicino    | Udeur                                              |        | Gruppo del Partito Popolare Europeo - Democratici Europei        |
| Luigi Cocilovo           | Uniti nell'Ulivo (La Margherita)                   |        | Gruppo dell'Alleanza dei Democratici e dei Liberali per l'Europa |
| Paolo Costa              | Uniti nell'Ulivo (La Margherita)                   |        | Gruppo dell'Alleanza dei Democratici e dei Liberali per l'Europa |
| Massimo D'Alema          | Uniti nell'Ulivo (Democratici di Sinistra)         |        | Gruppo del Partito del Socialismo Europeo                        |
| Ottaviano Del Turco      | Uniti nell'Ulivo (Socialisti Democratici Italiani) |        | Gruppo del Partito del Socialismo Europeo                        |
| Gianni De Michelis       | Socialisti Uniti per l'Europa                      |        | Non iscritti                                                     |
| Antonio De Poli          | Unione dei Democratici Cristiani e di Centro       |        | Gruppo del Partito Popolare Europeo - Democratici Europei        |
| Armando Dionisi          | Unione dei Democratici Cristiani e di Centro       |        | Gruppo del Partito Popolare Europeo - Democratici Europei        |
| Antonio Di Pietro        | Lista Di Pietro - Occhetto                         |        | Gruppo dell'Alleanza dei Democratici e dei Liberali per l'Europa |
| Michl Ebner              | Südtiroler Volkspartei                             |        | Gruppo del Partito Popolare Europeo - Democratici Europei        |
| Carlo Fatuzzo            | Partito Pensionati                                 |        | Gruppo del Partito Popolare Europeo - Democratici Europei        |
| Claudio Fava             | Uniti nell'Ulivo (Democratici di Sinistra)         |        | Gruppo del Partito del Socialismo Europeo                        |
| Alessandro Foglietta     | Alleanza Nazionale                                 |        | Unione per l'Europa delle Nazioni                                |
| Monica Frassoni          | Federazione dei Verdi                              |        | I Verdi/Alleanza Libera Europea                                  |
| Giuseppe Gargani         | Forza Italia                                       |        | Gruppo del Partito Popolare Europeo - Democratici Europei        |
| Jas Gawronski            | Forza Italia                                       |        | Gruppo del Partito Popolare Europeo - Democratici Europei        |
| Lilli Gruber             | Uniti nell'Ulivo (Indipendente)                    |        | Gruppo del Partito del Socialismo Europeo                        |
| Umberto Guidoni          | Partito dei Comunisti Italiani                     |        | Sinistra Unitaria Europea/Sinistra Verde Nordica                 |
| Sepp Kusstatscher        | Federazione dei Verdi                              |        | I Verdi/Alleanza Libera Europea                                  |
| Romano Maria La Russa    | Alleanza Nazionale                                 |        | Unione per l'Europa delle Nazioni                                |
| Enrico Letta             | Uniti nell'Ulivo (La Margherita)                   |        | Gruppo dell'Alleanza dei Democratici e dei Liberali per l'Europa |
| Pia Elda Locatelli       | Uniti nell'Ulivo (Socialisti Democratici Italiani) |        | Gruppo del Partito del Socialismo Europeo                        |
| Raffaele Lombardo        | Unione dei Democratici Cristiani e di Centro       |        | Gruppo del Partito Popolare Europeo - Democratici Europei        |
| Mario Mantovani          | Forza Italia                                       |        | Gruppo del Partito Popolare Europeo - Democratici Europei        |
| Mario Mauro              | Forza Italia                                       |        | Gruppo del Partito Popolare Europeo - Democratici Europei        |
| Luisa Morgantini         | Rifondazione Comunista                             |        | Sinistra Unitaria Europea/Sinistra Verde Nordica                 |
| Roberto Musacchio        | Rifondazione Comunista                             |        | Sinistra Unitaria Europea/Sinistra Verde Nordica                 |
| Cristiana Muscardini     | Alleanza Nazionale                                 |        | Unione per l'Europa delle Nazioni                                |
| Francesco Musotto        | Forza Italia                                       |        | Gruppo del Partito Popolare Europeo - Democratici Europei        |
| Alessandra Mussolini     | Alternativa Sociale                                |        | Non iscritti                                                     |
| Sebastiano Musumeci      | Alleanza Nazionale                                 |        | Unione per l'Europa delle Nazioni                                |
| Pasqualina Napoletano    | Uniti nell'Ulivo (Democratici di Sinistra)         |        | Gruppo del Partito del Socialismo Europeo                        |
| Marco Pannella           | Lista Emma Bonino                                  |        | Gruppo dell'Alleanza dei Democratici e dei Liberali per l'Europa |
| Pier Antonio Panzeri     | Uniti nell'Ulivo (Democratici di Sinistra)         |        | Gruppo del Partito del Socialismo Europeo                        |
| Umberto Pirilli          | Alleanza Nazionale                                 |        | Unione per l'Europa delle Nazioni                                |
| Lapo Pistelli            | Uniti nell'Ulivo (La Margherita)                   |        | Gruppo dell'Alleanza dei Democratici e dei Liberali per l'Europa |
| Gianni Pittella          | Uniti nell'Ulivo (Democratici di Sinistra)         |        | Gruppo del Partito del Socialismo Europeo                        |
| Guido Podestà            | Forza Italia                                       |        | Gruppo del Partito Popolare Europeo - Democratici Europei        |
| Adriana Poli Bortone     | Alleanza Nazionale                                 |        | Unione per l'Europa delle Nazioni                                |
| Vittorio Prodi           | Uniti nell'Ulivo (La Margherita)                   |        | Gruppo dell'Alleanza dei Democratici e dei Liberali per l'Europa |
| Marco Rizzo              | Partito dei Comunisti Italiani                     |        | Sinistra Unitaria Europea/Sinistra Verde Nordica                 |
| Luca Romagnoli           | Movimento Sociale Fiamma Tricolore                 |        | Non iscritti                                                     |
| Guido Sacconi            | Uniti nell'Ulivo (Democratici di Sinistra)         |        | Gruppo del Partito del Socialismo Europeo                        |
| Matteo Salvini           | Lega Nord                                          |        | Indipendenza e Democrazia                                        |
| Michele Santoro          | Uniti nell'Ulivo (Indipendente)                    |        | Gruppo del Partito del Socialismo Europeo                        |
| Amalia Sartori           | Forza Italia                                       |        | Gruppo del Partito Popolare Europeo - Democratici Europei        |
| Luciana Sbarbati         | Uniti nell'Ulivo (Movimento Repubblicani Europei)  |        | Gruppo dell'Alleanza dei Democratici e dei Liberali per l'Europa |
| Francesco Enrico Speroni | Lega Nord                                          |        | Indipendenza e Democrazia                                        |
| Antonio Tajani           | Forza Italia                                       |        | Gruppo del Partito Popolare Europeo - Democratici Europei        |
| Salvatore Tatarella      | Alleanza Nazionale                                 |        | Unione per l'Europa delle Nazioni                                |
| Patrizia Toia            | Uniti nell'Ulivo (La Margherita)                   |        | Gruppo dell'Alleanza dei Democratici e dei Liberali per l'Europa |
| Riccardo Ventre          | Forza Italia                                       |        | Gruppo del Partito Popolare Europeo - Democratici Europei        |
| Marcello Vernola         | Forza Italia                                       |        | Gruppo del Partito Popolare Europeo - Democratici Europei        |
| Marta Vincenzi           | Uniti nell'Ulivo (Democratici di Sinistra)         |        | Gruppo del Partito del Socialismo Europeo                        |
| Mauro Zani               | Uniti nell'Ulivo (Democratici di Sinistra)         |        | Gruppo del Partito del Socialismo Europeo                        |
| Stefano Zappalà          | Forza Italia                                       |        | Gruppo del Partito Popolare Europeo - Democratici Europei        |
| Nicola Zingaretti        | Uniti nell'Ulivo (Democratici di Sinistra)         |        | Gruppo del Partito del Socialismo Europeo                        |

## Modifiche intervenute

### Uniti nell'Ulivo
- In data 24.05.2005 a Ottaviano Del Turco subentra Vincenzo Lavarra (Democratici di Sinistra).
- In data 25.05.2005 a Mercedes Bresso subentra Giovanni Rivera (La Margherita, poi MCFP), che aderisce al gruppo NI.
- In data 27.04.2006 a Michele Santoro subentra Giovanni Procacci (La Margherita).
- In data 08.05.2006 a Pier Luigi Bersani subentra Donata Gottardi (Democratici di Sinistra).
- In data 08.05.2006 a Massimo D'Alema subentra Andrea Losco (La Margherita).
- In data 08.05.2006 a Enrico Letta subentra Gianluca Susta (La Margherita).
- In data 08.05.2006 a Giovanni Procacci subentra Donato Tommaso Veraldi (La Margherita).
- In data 16.06.2006 a Lapo Pistelli subentra Catiuscia Marini (Democratici di Sinistra).
- In data 05.07.2007 a Marta Vincenzi subentra Francesco Ferrari (La Margherita).
- In data 16.05.2008 a Alfonso Andria subentra Giuseppe Bova (Democratici di Sinistra), che aderisce al gruppo NI.
- In data 16.05.2008 a Luciana Sbarbati subentra Fabio Ciani (La Margherita).
- In data 17.06.2008 a Nicola Zingaretti subentra Rapisardo Antinucci (Socialisti Democratici Italiani).
- In data 17.06.2008 a Giuseppe Bova subentra Maria Grazia Pagano (Democratici di Sinistra).
- In data 17.10.2008 a Lilli Gruber subentra Monica Giuntini (Democratici di Sinistra).

### Forza Italia
- In data 16.05.2008 a Mario Mantovani subentra Iva Zanicchi.
- In data 30.05.2008 a Renato Brunetta subentra Elisabetta Gardini.
- In data 23.06.2008 a Antonio Tajani subentra Paolo Bartolozzi.
- In data 23.06.2008 a Francesco Musotto subentra Innocenzo Leontini.
- In data 24.07.2008 a Innocenzo Leontini subentra Eleonora Lo Curto.
- In data 12.09.2008 a Giuseppe Castiglione subentra Maddalena Calia.

### Alleanza Nazionale
- In data 17.06.2008 a Adriana Poli Bortone subentra Domenico Antonio Basile.
- In data 04.11.2008 a Romano Maria La Russa subentra Antonio Mussa.

### Rifondazione Comunista
- In data 08.05.2006 a Fausto Bertinotti subentra Corrado Gabriele.
- In data 19.06.2006 a Corrado Gabriele subentra Vincenzo Aita.

### Unione dei Democratici Cristiani
- In data 29.07.2005 a Antonio De Poli subentra Iles Braghetto.
- In data 08.05.2006 a Armando Dionisi subentra Carlo Casini.
- In data 08.05.2006 a Lorenzo Cesa subentra Aldo Patriciello.
- In data 22.05.2008 a Raffaele Lombardo subentra Sebastiano Sanzarello.

### Lega Nord
- In data 08.11.2006 a Matteo Salvini subentra Gian Paolo Gobbo.
- In data 28.04.2008 a Umberto Bossi subentra Giovanni Robusti.
- In data 23.06.2008 a Gian Paolo Gobbo subentra Erminio Enzo Boso.

### Lista Emma Bonino
- In data 08.05.2006 a Emma Bonino subentra Marco Cappato.

### Lista Di Pietro - Occhetto
- In data 08.05.2006 a Antonio Di Pietro subentra Achille Occhetto.
- In data 29.03.2007 a Achille Occhetto subentra Beniamino Donnici.

### Udeur
- In data 08.05.2006 a Paolo Cirino Pomicino subentra Armando Veneto.

### Alternativa Sociale
- In data 16.05.2008 a Alessandra Mussolini subentra Roberto Fiore.

### Modifiche nella rappresentanza dei partiti nazionali e nei gruppi
- In data 15.05.2005 Giulietto Chiesa lascia il gruppo ALDE e si iscrive al gruppo PSE; in data 19.02.2008 lascia l'Italia dei Valori.
- In data 20.09.2005 Sebastiano Musumeci lascia AN e aderisce ad Alleanza Siciliana; in data 27.11.2007 aderisce a La Destra.
- In data 27.04.2006 gli europarlamentari della Lega Nord lasciano il gruppo IND/DEM e aderiscono al gruppo NI; quindi, in data 13.12.2006, aderiscono al gruppo UEN.
- In data 24.10.2007 Alessandro Battilocchio e Gianni De Michelis lasciano il gruppo NI e aderiscono al gruppo PSE.
- In data 19.02.2008 Giovanni Berlinguer, Claudio Fava e Pasqualina Napoletano lasciano i DS e aderiscono a Sinistra Democratica.
- In data 19.02.2008 Alessandro Battilocchio lascia il Nuovo PSI e aderisce al Partito Socialista.
- In data 11.06.2008 Vito Bonsignore e Aldo Patriciello lasciano l'UDC e aderiscono a FI.
- In data 01.09.2008 Sebastiano Sanzarello lascia l'UDC e aderisce a FI.
- In data 01.09.2008 Armando Veneto lascia l'Udeur e aderisce a FI.

## Tabelle di sintesi

### Riepilogo per gruppo
| Gruppo parlamentare                                              | Inizio Leg. | 2004 | 2005 | 2006 | 2007 | 2008 |
| ---------------------------------------------------------------- | ----------- | ---- | ---- | ---- | ---- | ---- |
| Partito Popolare Europeo - Democratici Europei                   | 24          | 24   | 24   | 24   | 24   | 24   |
| Gruppo Socialista PSE                                            | 16          | 16   | 14   | 15   | 15   | 17   |
| Unione per l'Europa delle Nazioni                                | 9           | 9    | 9    | 13   | 13   | 13   |
| Gruppo dell'Alleanza dei Democratici e dei Liberali per l'Europa | 12          | 12   | 13   | 12   | 14   | 12   |
| Sinistra Unitaria Europea/Sinistra Verde Nordica                 | 7           | 7    | 7    | 7    | 7    | 7    |
| I Verdi/Alleanza Libera Europea                                  | 2           | 2    | 2    | 2    | 2    | 2    |
| Indipendenza e Democrazia                                        | 4           | 4    | 4    | -    | -    | -    |
| Non iscritti                                                     | 4           | 4    | 5    | 5    | 3    | 3    |
| TOTALE                                                           | 78          | 78   | 78   | 78   | 78   | 78   |

### Riepilogo per partito
| Partito italiano                       | Inizio Leg. | 2004 | 2005 | 2006 | 2007 | 2008 |
| -------------------------------------- | ----------- | ---- | ---- | ---- | ---- | ---- |
| Partito Democratico                    | -           | -    | -    | -    | 19   | 18   |
| Forza Italia                           | 16          | 16   | 15   | 15   | 15   | 16   |
| Alleanza Nazionale                     | 9           | 9    | 9    | 9    | 8    | 8    |
| Rifondazione Comunista                 | 5           | 5    | 5    | 5    | 5    | 5    |
| UDC                                    | 5           | 5    | 4    | 4    | 4    | 2    |
| Sinistra Democratica                   | -           | -    | -    | -    | 4    | 4    |
| Partito Socialista                     | -           | -    | -    | -    | 3    | 4    |
| Lega Nord                              | 4           | 4    | 4    | 4    | 4    | 3    |
| Comunisti Italiani                     | 2           | 2    | 2    | 2    | 2    | 2    |
| Radicali Italiani                      | 2           | 2    | 2    | 2    | 2    | 2    |
| Verdi                                  | 2           | 2    | 2    | 2    | 2    | 2    |
| Fiamma Tricolore                       | 1           | 1    | 1    | 1    | 1    | 1    |
| Partito Pensionati                     | 1           | 1    | 1    | 1    | 1    | 1    |
| Südtiroler Volkspartei                 | 1           | 1    | 1    | 1    | 1    | 1    |
| Veneto per il PPE-Democrazia Cristiana | -           | -    | 1    | 1    | 1    | 1    |
| La Destra                              | -           | -    | -    | -    | 1    | 1    |
| Forza Nuova                            | -           | -    | -    | -    | -    | 1    |
| Popolari Liberali                      | -           | -    | -    | -    | -    | -    |
| Democratici di Sinistra                | 12          | 12   | 12   | 11   | -    | -    |
| La Margherita                          | 7           | 7    | 8    | 9    | -    | -    |
| Nuovo PSI                              | 2           | 2    | 2    | 2    | -    | -    |
| Socialisti Democratici Italiani        | 2           | 2    | 1    | 1    | -    | -    |
| Azione Sociale                         | 1           | 1    | 1    | 1    | 1    | -    |
| Popolari UDEUR                         | 1           | 1    | -    | 1    | 1    | -    |
| Movimento Repubblicani Europei         | 1           | 1    | 1    | 1    | -    | -    |
| Italia dei Valori                      | 1           | 1    | 1    | -    | 1    | -    |
| Movimento per l'Autonomia              | -           | -    | 1    | 1    | 1    | -    |
| Democrazia Cristiana per le Autonomie  | -           | -    | 1    | -    | -    | -    |
| Indipendenti                           | 3           | 3    | 3    | 4    | 1    | 4    |
| TOTALE                                 | 78          | 78   | 78   | 78   | 78   | 78   |